# Nadežda Orlova
Nadežda Anatol'evna Orlova (in russo Надежда Анатольевна Орлова?; traslitterazione anglosassone Nadezhda Anatolyevna Orlova; Leningrado, 25 settembre 1979) è un'ex bobbista russa.

## Biografia
Compete dal 2003 come frenatrice per la squadra nazionale russa. Esordì in Coppa del Mondo nella stagione 2003/04, il 28 novembre 2003 a Calgary dove si piazzò al settimo posto nel bob a due con la pilota Viktorija Tokovaja e colse il suo unico podio in quella stessa stagione, il 6 febbraio 2004 a Sigulda sempre con la Tokovaja.
Ha partecipato ai Giochi olimpici invernali di Torino 2006 classificandosi al settimo posto nel bob a due con la Tokovaja.
Prese inoltre parte a due edizioni dei campionati mondiali totalizzando quali migliori risultati il dodicesimo posto nel bob a due ottenuto a Schönau am Königssee 2004 con la Tokovaja. 
Disputò la sua ultima gara internazionale il 16 novembre 2006 a Calgary, in una tappa della Coppa Nordamericana 2006/07 e terminando la gara a due in seconda posizione.
Dal 2016 fa parte dello staff tecnico della squadra russa insieme a Viktorija Tokovaja, sua ex pilota.

## Palmarès

### Coppa del Mondo
- 1 podio (nel bob a due):
  - 1 secondo posto.

### Circuiti minori

#### Coppa Nordamericana
- 1 podio (nel bob a due):
  - 1 secondo posto.